# Peter Abigail
Peter John Abigail (nacido el 6 de abril de 1948) es un oficial retirado del ejército australiano que ocupó varios mandos superiores, incluido el subjefe del ejército (1998-2000) y el comandante terrestre de Australia (2000-2002). Tras su retiro del ejército, Abigail se desempeñó como Directora Ejecutiva del Instituto Australiano de Política Estratégica desde 2005 hasta 2011. También se desempeñó como miembro del Panel Asesor Ministerial de tres personas para el Libro Blanco de Defensa de 2009. 

## Primeros años y antecedentes
Abigail nació el 6 de abril de 1948 en Sídney, Nueva Gales del Sur, de William Henry Abigail y su esposa Catherine (de soltera McPhail). 

## Carrera militar
Abigail pasó 37 años en el ejército y recibió la Medalla Nacional en 1981.  Tras su ascenso a general de división en diciembre de 1996, ocupó diversos cargos de alta dirección. 
Como Subjefe de las Fuerzas de Defensa (Política y Orientación Estratégica) y luego jefe de Políticas y Planes Estratégicos (Cuartel General de la Defensa Australiana) (1996-1998), fue responsable de aspectos clave de la política de Defensa, la estrategia militar y el desarrollo de capacidades. 
Como Subjefe del Ejército (1998-2000), fue responsable de gestionar el ejército y su interacción con otras partes interesadas de la Defensa.  Abigail fue nombrada Oficial de la Orden de Australia (AO) en 2000 por sus distinguidos servicios prestados a las Fuerzas de Defensa Australianas y al Ejército australiano en nombramientos de personal de alto nivel. 
En su nombramiento final, como comandante Terrestre de Australia (2000-2002), estuvo al mando de todas las fuerzas operativas del ejército, de tiempo completo y de reserva, incluidas aquellas que estaban comprometidas con operaciones en Timor Oriental, Bougainville y Afganistán.  Abigail se retiró del ejército en 2002. 

## Carrera empresarial y vida posterior
En 2003, Abigail formó una empresa privada, Peter Abigail & Associates Pty Limited, especializada en servicios de consultoría estratégica. En abril de 2005, Abigail fue nombrada directora ejecutiva del Instituto Australiano de Política Estratégica,  y sirvió hasta 2011. 